# Постоянное представительство Польши при ООН

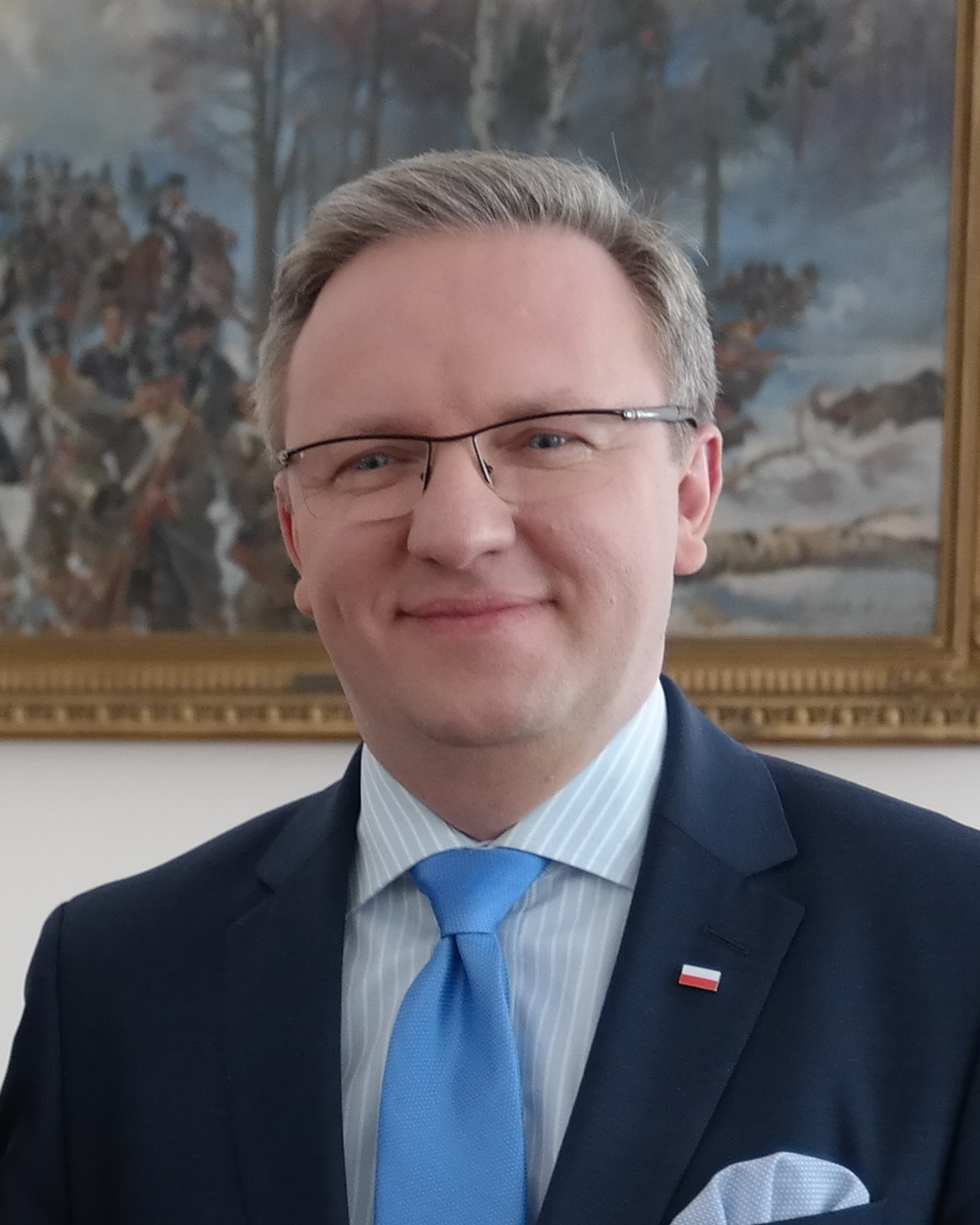
Кшиштоф Щерский — постоянный представитель Республики Польша при ООН в Нью-Йорке

Постоянное представительство Республики Польша при ООН в Нью-Йорке (англ. Permanent Mission of the Republic of Poland to the United Nations in New York, пол. Stałe Przedstawicielstwo RP przy Narodach Zjednoczonych w Nowym Jorku) — польское дипломатическое представительство при Организации Объединённых Наций, расположенное в Нью-Йорке.

## Организационная структура
- Политический отдел
- Экономико-социальный отдел[1].

## История
При создании Организации Объединённых Наций Польша не участвовала в Учредительной конференции по причине того, что на момент открытия конференции не было общепризнанного польского правительства. Тем не менее было оставлено место для подписи Польши, как одной из первых стран, подписавших Декларацию Объединённых Наций. В июне 1945 года было объявлено о формировании правительства Польши и 15 октября 1945 года Польша подписала Устав ООН, вступив, таким образом, в число первоначальных членов Организации.
В течение всего периода существования ООН Польша активно участвует в деятельности этой организации. Польша была непостоянным членом Совета Безопасности ООН в 1946—1947, 1960, 1970—1971, 1982—1983, 1996—1997 и 2018—2019 годах.